# Igumenitsa
Igumenitsa (em grego: Ηγουμενίτσα) é um município da Grécia, capital da unidade regional de Tesprócia, na região de Epiro. Tem 428,4 km² de área e sua população em 2011 foi estimada em 26.389 habitantes.